# C'est magnifique
Pour les articles homonymes, voir Magnifique.
Clip vidéo
[vidéo] « Lilo et Peter Cookson - C'est magnifique », sur YouTube
[vidéo] « Lucienne Delyle - C'est magnifique (en français) », sur YouTube
[vidéo] « Luis Mariano - C'est magnifique (en français) », sur YouTube
[vidéo] « Maurice Chevalier - C'est magnifique », sur YouTube
C'est magnifique est une chanson d'amour américaine, écrite et composée par Cole Porter, pour sa comédie musicale Can-Can, de Broadway à New York en 1953.

## Histoire
Cette chanson au titre franglais est créée avec succès pour la comédie musicale Can-Can par Lilo et Peter Cookson (les interprètes des rôles de la Môme Simone Pistache et du juge) dans la production originale du Shubert Theatre de Broadway de 1953-54 (sur le thème des cancans du music-hall parisien des cabarets de Montmartre, avec 892 représentations) « When love comes in and takes you for a spin, Oo la la la, c'est magnifique, when every night, your loved one holds you tight, Oo la la la, c'est magnifique... Quand l'amour arrive, et t'emmène faire un tour, Ooh-la-la-la, c'est magnifique ! Quand chaque nuit, ton amoureux te serre fort, Ooh-la-la-la, c'est magnifique !... ». Dans l'adaptation cinématographique de cette comédie musicale de 1960, la chanson est interprétée  par Shirley MacLaine et Frank Sinatra (et reprise par Maurice Chevalier avec I Love Paris).
Le parolier François Llenas adapte des paroles françaises à cette chanson, en 1954, pour Lucienne Delyle « La vie est là, qui vous prend par le bras, Oh la la la, c'est magnifique ! Des jours tous bleus, des baisers lumineux,
bss bss bss bss, c'est magnifique ! Donner son cœur, avec un bouquet d'fleurs, Oh la la la, mais c'est magnifique ! Et faire un jour, un mariage d'amour, C'est magnifique !... ».

## Reprises
Cette chanson est reprise par de nombreux interprètes (en anglais ou en français) parmi lesquels Gordon MacRae (1953), Lucienne Delyle (en français, 1954), Luis Mariano (en français, 1955), Dario Moreno, Eartha Kitt, Maurice Chevalier (1960), Peggy Lee (album Latin ala Lee!, 1960), Dean Martin (album French Style, 1962), Michel Legrand (1962), Ella Fitzgerald (album Ella Loves Cole (en), 1972),  Annie Cordy, Amanda Lear (2006), Arielle Dombasle (2006), Benjamin Biolay (2011), Avalon Jazz Band (2012), Trinkle Jazz Ensemble (album Red, Hot & Blue Cole, 2021)...
En 1995, cette chanson donne son titre au spectacle de Jérôme Deschamps (texte) et Macha Makeïeff (costumes) avec entre autres Yolande Moreau, François Morel et Philippe Duquesne (Molière du meilleur spectacle comique 1996).

## Cinéma, théâtre, comédie musicale, musique de film
- 1953 : Can-Can (comédie musicale) de Cole Porter, interprétée par Lilo et Peter Cookson.
- 1960 : Can-Can (film), de Walter Lang, interprétée par Shirley MacLaine et Frank Sinatra.
- 1995 : C'est magnifique, spectacle de Jérôme Deschamps et Macha Makeïeff, interprétée par Yolande Moreau.
- 2011 : Pourquoi tu pleures ?, de Katia Lewkowicz, interprétée par Benjamin Biolay.
- 2019 : Film de publicité télévisuelle du groupe Intermarché, interprétée par Benjamin Biolay[13].
- 2022 : Cole Porter in Paris, comédie musicale de théâtre du Châtelet de Paris[14],[15].